# ストリッパー物語
『ストリッパー物語』（ストリッパーものがたり）は、つかこうへいによる戯曲である。初演は1975年。2018年には同作を原作としたラジオドラマが放送された。

## あらすじ
昭和末期。ストリッパーの明美と、そのヒモのシゲ。二人のもとに、幼いころにシゲと別れた実の娘・美智子が現れた。明美は、昔に流産で失った娘と面影を重ね、ニューヨークに留学すると言う美智子を応援する。

## 登場人物
明美
盛りを過ぎたストリッパー。若い頃に流産し、娘を亡くしている。
シゲ
明美と生活を共にするヒモ。明美からは乱暴に扱われても、ヒモの道に徹する。
美智子
ストリップ小屋に現れた女子高生で、小学1年生の時にシゲと別れた実の娘。留学の名目でニューヨークに渡り、ダンサーを目指す。
ストリップ小屋の支配人

## 書籍
- つかこうへい戯曲シナリオ作品集 2（1988年8月、白水社、ISBN 4560034877）

## 小説
- ストリッパー物語（1984年6月、角川書店、ISBN 9784048723787）
  - ストリッパー物語（1985年8月、角川文庫、ISBN 9784041422199）
- 小説&戯曲 ストリッパー物語（2010年7月29日、トレンドシェア、ISBN 9784905090137）

## ヒモのはなし
1981年に本作のシゲ（重）の一人語りの舞台『ヒモのはなし』が発表されている。

## ラジオドラマ
オールナイトニッポン50周年、日本映画専門チャンネル開局20周年を記念し、2018年6月11日にニッポン放送でラジオドラマが放送された。かつてつかに師事した羽原大介がラジオドラマ向けに脚色。演出は日本映画放送の社長を務める杉田成道が担当している。杉田は本作が初のラジオドラマ演出となる。タップダンス監修は火口秀幸で、番組冒頭では神田松之丞が口上を行った。
通常はラジオの収録は1日で行われるが、構想5年、本読み3日、収録5日という異例のスケジュールで制作された。クライマックスシーンでは、舞台演劇さながらの演技をガンマイクで収録した。
収録に先立ち、演出の杉田とキャストの広末涼子・筧利夫は浅草ロック座を見学した。杉田は、「本作は映像化するには際どいシーンがあり、あえぎ声もあるのでラジオに適しているのではないか」と述べている。

### キャスト（ラジオドラマ）
- 明美 - 広末涼子
- シゲ - 筧利夫
- 美智子 - 広瀬すず
- ストリップ小屋の支配人 - 笑福亭鶴光